# ステファン・フレイス
ステファヌ・フレス（Stéphane Freiss, 1960年11月27日 - ）は、フランス・パリ出身の俳優。ステファン・フレイス、スティーヴ・フリースという誤記や、ステファーヌ・フレスでも知られる。
1983年に映画デビュー。テレビ出演も多い。

## 主な出演作品
- Premiers Désirs (1983／デイヴィッド・ハミルトン) ＊TV放映題「妖精たちのプレリュード」／新DVD題「青い性／処女喪失」
- Les parents ne sont pas simples cette année (1984／マルセル・ジュリアン)
- 『冬の旅』Sans toit ni loi (1985／アニエス・ヴァルダ)
- Le Complexe du kangourou (1986／ピエール・ジョリヴェ)
- Chouans ! (1988／フィリップ・ド・ブロカ) ＊VHS題「ソフィー・マルソーの 愛、革命に生きて」
- 『ボワ・ノワール／魅惑の館』Les Bois noirs (1989／ジャック・ドレー)
- Les 1001 Nuits (1990／ド・ブロカ) ＊VHS題「シェーラザード／新・千夜一夜物語」
- 『マスカレード／仮面の愛』The King's Whore (1990／アクセル・コルティ)
- 『私たちが結婚した理由（ワケ）』Does This Mean We're Married? (1991／キャロル・ワイズマン)
- 『ふたりの5つの分かれ路』5x2 (2004／フランソワ・オゾン)
- 『ミュンヘン』Munich (2005／スティーヴン・スピルバーグ)
- 『ヒア アフター』Hereafter (2010／クリント・イーストウッド)
- 『呪われた孤島』Les Blessures de l'île (2015／エドウィン・バイイ／テレビ映画) ＊TV5MONDE放映

## 舞台出演
- 《L'Illusion》(ピエール・コルネイユ原作《舞台は夢》(ジョルジョ・ストレーレル演出、オデオン座、1985年)
- シュニッツラー作《輪舞》(アルフレード・アリアス演出、オデオン座、1987年)
- ロジェ・プランション作・演出 Les Libertins (ヴィルールバンヌ国立劇場、1994年)
- エリック＝エマニュエル・シュミット作《謎の変奏曲》Variations énigmatiques (ベルナール・ミュラ演出、マリニ劇場、1998年、再演)
- ヤスミナ・レザ作《人生の3つのヴァージョン》Trois versions de la vie (パトリス・ケルブラ演出、アントワーヌ劇場、2010年11月初演)